# Gustave Zédé (1913)
Gustave Zédé (Q92) – francuski oceaniczny okręt podwodny z czasów I wojny światowej i okresu międzywojennego, jednostka prototypowa typu Gustave Zédé. Został zwodowany 20 maja 1913 roku w stoczni Arsenal de Cherbourg, a ukończono go w październiku 1914 roku. Okręt zatonął na Adriatyku 24 sierpnia 1916 roku z powodu eksplozji baterii akumulatorów. Podniesiony i naprawiony powrócił do służby w Marine nationale, która trwała do 1937 roku.

## Projekt i budowa
„Gustave Zédé” zamówiony został na podstawie programu rozbudowy floty francuskiej z 1909 roku. Okręt zaprojektował inż. Jean Simonot. Początkowo, tak jak bliźniacza jednostka „Néréïde”, miał być wyposażony w silniki Diesla, lecz w 1912 roku podjęto decyzję o zainstalowaniu napędu parowego.
„Gustave Zédé” zbudowany został w Arsenale w Cherbourgu. Stępkę okrętu położono w lutym 1911 roku, a zwodowany został 20 maja 1913 roku. Okręt otrzymał nazwę na cześć wybitnego francuskiego konstruktora okrętów podwodnych, inż. Gustave’a Zédé (1825-1891)

## Dane taktyczno–techniczne
„Gustave Zédé” był dużym, oceanicznym okrętem podwodnym. Długość całkowita wynosiła 74 metry, szerokość 6 metrów i zanurzenie 3,74 metra. Wyporność w położeniu nawodnym wynosiła 849 ton, a w zanurzeniu 1098 ton. Okręt napędzany był na powierzchni przez dwie 3-cylindrowe maszyny parowe potrójnego rozprężania systemu Delaunay-Belleville o łącznej mocy 3500 koni mechanicznych (KM), do których parę dostarczały dwa trójwalczakowe kotły wodnorurkowe du Temple. Napęd podwodny zapewniały dwa silniki elektryczne Schneider-Carels o łącznej mocy 1640 KM. Dwuśrubowy układ napędowy pozwalał osiągnąć prędkość 17,5 węzła na powierzchni i 11,5 węzła w zanurzeniu. Zasięg wynosił 1400 Mm przy prędkości 10 węzłów w położeniu nawodnym oraz 135 Mm przy prędkości 5 węzłów pod wodą. Dopuszczalna głębokość zanurzenia wynosiła 50 metrów.
Okręt wyposażony był w osiem wyrzutni torped kalibru 450 mm (dwie wewnętrzne na dziobie, cztery zewnętrzne na pokładzie i dwie zewnętrzne na rufie), z łącznym zapasem 10 torped oraz dwa pokładowe działa: kal. 75 mm i kal. 47 mm. Załoga okrętu składała się z 47 oficerów, podoficerów i marynarzy.

## Przebieg służby
„Gustave Zédé” został wcielony do służby w Marine nationale w październiku 1914 roku. Jednostka otrzymała numer taktyczny Q92. Podczas I wojny światowej okręt operował na Adriatyku. 24 sierpnia 1916 roku podczas jednego z patroli na Adriatyku na jednostce nastąpiła eksplozja baterii akumulatorów, w wyniku której okręt zatonął ze stratą czterech spośród 40 członków załogi. Później jednostka została podniesiona i po remoncie powróciła do służby.
W latach 1921-1922 „Gustave Zédé” poddano znaczącej przebudowie: zamiast maszyn parowych zamontowano silniki Diesla MAN o mocy 1200 KM każdy, pochodzące z ex-niemieckiego U-Boota SM U-165 (prędkość na powierzchni spadła do 15 węzłów); okręt otrzymał też nowy kiosk i mostek, zaś dwa zbiorniki balastowe przekształcono na zbiorniki paliwa.
Po remoncie okręt pełnił służbę na Atlantyku do 26 kwietnia 1937 roku, kiedy skreślony został z listy floty.